# Bathanthidium binghami
Bathanthidium binghami är en biart som först beskrevs av Heinrich Friese 1901.  Bathanthidium binghami ingår i släktet Bathanthidium och familjen buksamlarbin. Inga underarter finns listade i Catalogue of Life.